# Тома Тополов
Тома Тополов е български революционер и общественик.

## Биография
Тополов е роден в Скопие, тогава в Османската империя. След като градът попада в Сърбия в 1913 година, през март 1923 година заедно с кавадарския адвокат Григор Анастасов във връзка с парламентарните избори прави неуспешен опит да формира българска партия с помощта на ВМРО. Двамата, подкрепени от гимназиалния директор Симич и журналиста Видакович се опитват да въздействат на Демократическата партия на Любомир Давидович да прегърне българската кауза. Изпратен е в затвор в Ниш, а подписаният до правителството мемоар остава без резултат. В 1924 година са му подхвърлени писма, писани уж от Тодор Александров и Величко Велянов и е осъден на 5 години затвор.